# François-Joseph II
François-Joseph II (en allemand : Franz Joseph II), né le 16 août 1906 au château de Frauenthal, à Deutschlandsberg, land de Styrie en Autriche et mort le 13 novembre 1989 à Grabs, en Suisse, est le prince souverain de Liechtenstein de 1938 à 1989.
François-Joseph est un souverain très populaire au Liechtenstein où il règne durant plus de 51 ans. Il est le premier prince régnant à vivre exclusivement dans la principauté. Il supervise le développement économique du Liechtenstein et réussit à le hisser au rang des pays les plus riches (par habitant) du monde.

## Biographie

### Prince héréditaire

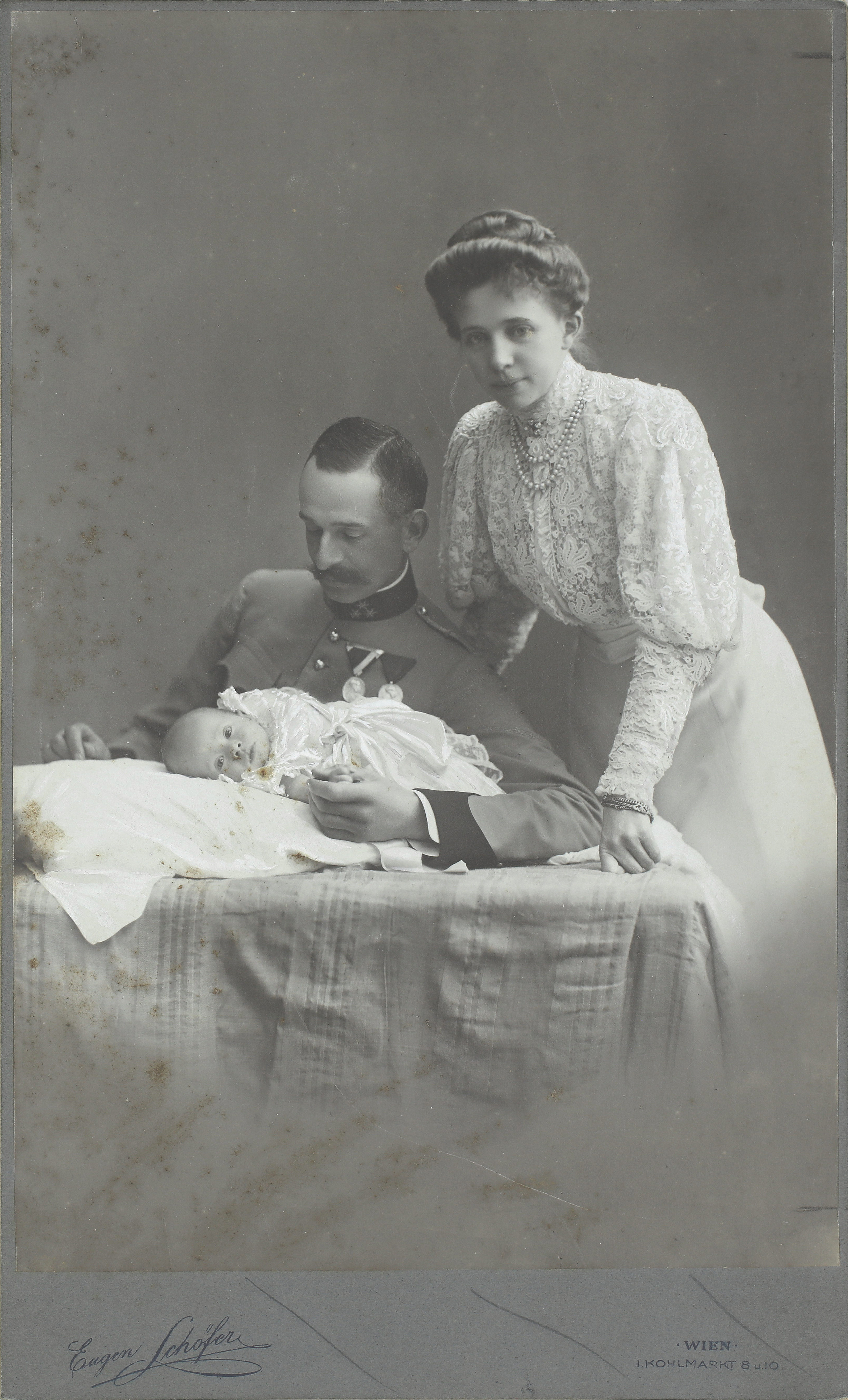
François-Joseph et ses parents Aloïs de Liechtenstein et Élisabeth de Habsbourg-Lorraine vers 1906.

François-Joseph de Liechtenstein est le fils aîné du prince Aloïs de Liechtenstein et de son épouse la princesse impériale et archiduchesse Élisabeth de Habsbourg-Lorraine, nièce de l'empereur François Joseph Ier d'Autriche.
Le prince François-Joseph est le filleul de son grand-oncle, l'empereur François-Joseph Ier d'Autriche, dont il reçoit son prénom composé. Il a deux sœurs et cinq frères cadets : 1) Marie-Thérèse (1908-1973), 2) Charles-Alfred (1910-1985), 3) Georges (1911-1998), 4) Ulric (1913-1978), 5) Marie-Henriette (1914-2011), 6) Aloïs (1917-1967) et 7) Henri (1920-1993).
Il passe sa jeunesse dans les châteaux de la maison princière du Liechtenstein en Autriche, notamment en 1911-1914 au château de Groß Ullersdorf en Moravie, où son amour pour la nature détermine ses futures études. À la fin de la première guerre mondiale, la monarchie austro-hongroie s'effondre. L'empire est morcelé. Nombre de domaines des princes de Liechtenstein se trouvent désormais en Tchécoslovaquie.
En 1925, le prince réussit la Maturité au Schottengymnasium de Vienne. Il étudie ensuite à l'Université de Vienne les ressources naturelles et des sciences de la vie. Il devient ingénieur forestier et se consacre aux domaines familiaux que possède sa famille en Tchécoslovaquie. 
Progressivement, alors qu'à sa naissance, le 16 août 1906, il n'est que cinquième dans l'ordre de succession au trône de la principauté, l'année suivante, il se rapproche du titre princier à la mort de son grand-père le prince Alfred, le 8 octobre 1907. Ensuite, le 26 février 1923, son oncle paternel, le prince Franz (1868-1929), et son père, le prince Alois (1869-1955) renonçant à leurs droits en sa faveur, François-Joseph devient dès lors second dans l'ordre de succession au trône. Le 11 février 1929, à la suite de la mort du prince souverain Johann II, son oncle, et à l'accession du prince François Ier au trône, François-Joseph est dorénavant prince héréditaire de Liechtenstein. Enfin, le 25 juillet 1938, il succède à son cousin et grand-oncle, le prince souverain François Ier, mort sans enfant.

### Prince souverain de Liechtenstein (1938-1989)

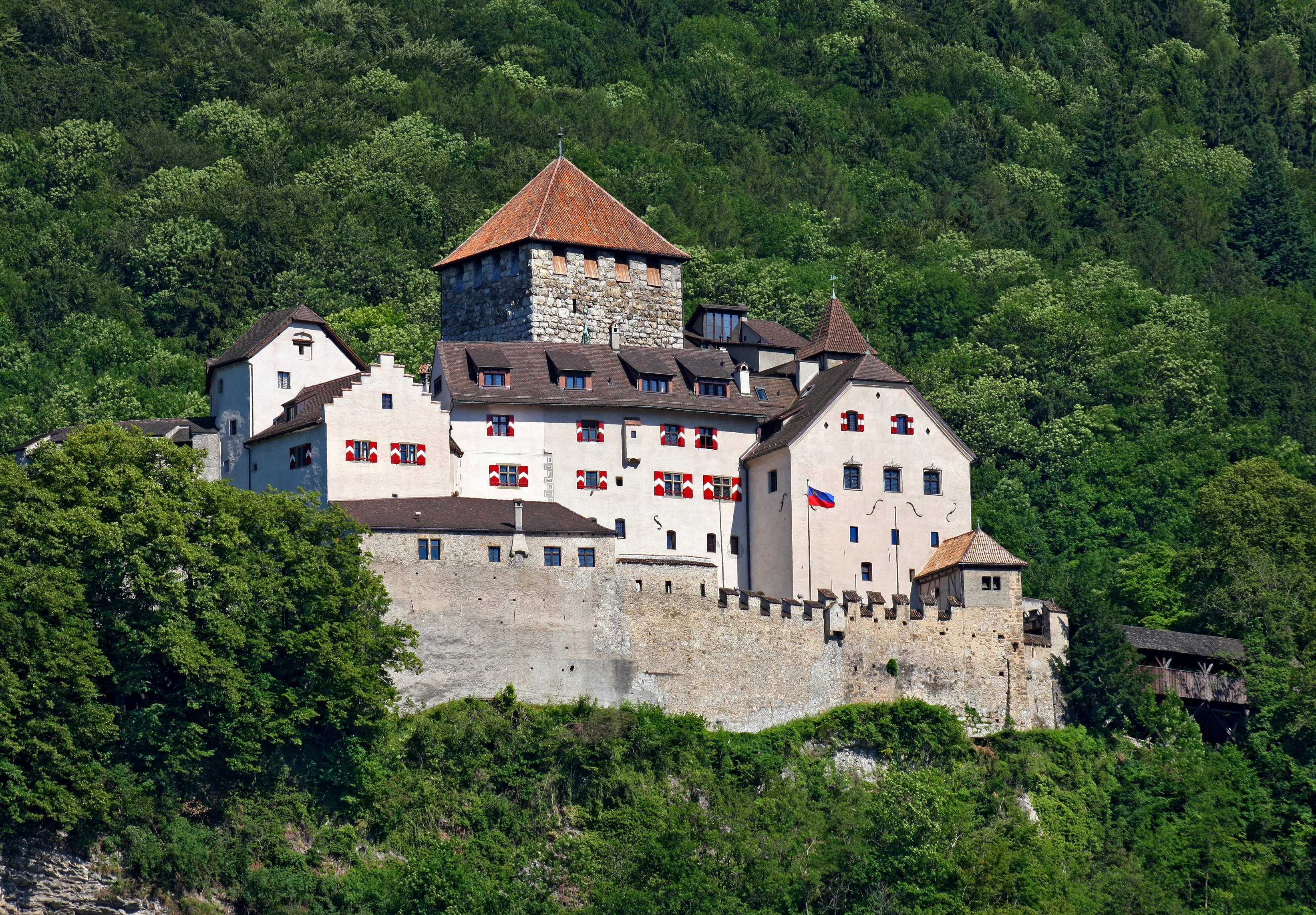
Le château de Vaduz.

Le 25 juillet 1938, François-Joseph II inaugure son règne et s'installe au Liechtenstein. La domination nazie s'étend à toute la Bohême et la Moravie à l'automne 1938 et au printemps 1939. À la lumière de ces développements, la décision du prince de s'établir dans sa principauté est clairvoyante. Il est le premier prince à avoir sa résidence principale au Liechtenstein : le château de Hohenliechtenstein, au-dessus de Vaduz, que le prince avait transformé en un lieu accueillant.
Le 29 mai 1939, face à la menace que représente le Reich allemand, le peuple liechtensteinois rend hommage à ses princes : une déclaration visible d'intention de maintenir l'indépendance de l'État. Peu de temps avant la fin de la Seconde Guerre mondiale, le prince procède au transfert dans la principauté de Liechtenstein de la majorité de l'importante collection d'œuvres d'art restées sous la domination nazie. Le gouvernement allemand ne pouvait pas interdire cette opération à un souverain étranger d'un Etat demeuré neutre durant le conflit.

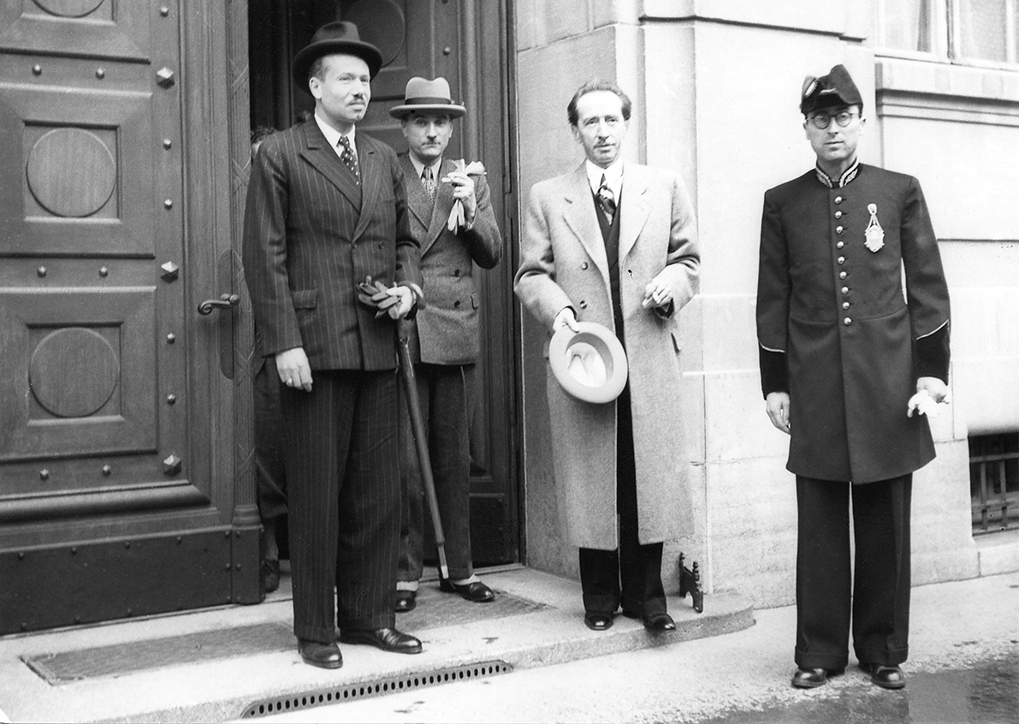
François-Joseph II (à gauche) reçu par Marcel Pilet-Golaz et Enrico Celio en visite d'État en Suisse en 1943.

En mai 1945, François-Joseph accorde l'asile politique aux forces du général Boris Smyslovski - composées de 462 soldats, 30 femmes et deux enfants - des volontaires russes luttant contre les communistes. Les accords de Yalta stipulaient que tout Russe présent dans les zones de combat européennes serait rapatrié de gré ou de force. Parmi les pays occidentaux, seul le Liechtenstein n'a livré aucun réfugié anti-soviétique à Joseph Staline,, et ces derniers ont été pris en charge par la Croix-Rouge de la principauté, où certains d'entre eux sont restés deux ans avant de s'établir en Argentine grâce à des accords entre les gouvernements des deux pays.
Le prince François-Joseph II et sa femme Georgina qu'il épouse en 1943, sont donc les premiers souverains de Liechtenstein à résider dans la principauté au château de Vaduz. Diplomate et avisé, au cours de son règne de plus de cinquante ans, François-Joseph II réussit à faire du Liechtenstein un havre de paix et de prospérité, notamment grâce à l'instauration de conditions fiscales avantageuses pour les entreprises. En 1964, lorsque la grande-duchesse Charlotte de Luxembourg cède ses pouvoirs à son fils, François-Joseph II devient le souverain régnant depuis le plus longtemps parmi les dix monarchies européennes.
Le 16 août 1976, François-Joseph fête ses 70 ans. Le gouvernement et les communes lui offrent une réplique de la couronne ducale. Depuis 2015, cette réplique est conservée la salle du trésor du Liechtenstein. Dans le cadre de cet anniversaire, une médaille du 70e anniversaire du prince François-Joseph II de Liechtenstein est créée.
Le 26 août 1984, tout en gardant le titre de prince souverain, le prince François-Joseph II délègue ses pouvoirs à son fils aîné qui lui succède à sa mort en 1989 sous le nom de Hans-Adam II.

### Mariage et descendance
Après l'annonce de leurs fiançailles, le 30 décembre 1942, le prince François-Joseph II épouse dans la cathédrale Saint-Florin de Vaduz, le 7 mars 1943 la comtesse Georgina von Wilczek (née à Graz le 24 octobre 1921 et morte à Grabs le 18 octobre 1989).
De cette union naissent cinq enfants, qualifiés du prédicat d'altesse sérénissime :
- le prince Hans-Adam II (né à Zurich le 14 février 1945), actuel prince souverain, épouse le 30 juillet 1967 à Vaduz la comtesse Marie Kinsky von Wchinitz und Tettau (1940-2021), dont quatre enfants ;
- le prince Philipp Erasmus Alois Ferdinand Maria Sebaldus (né à Zurich le 19 août 1946), épouse le 11 septembre 1971 à Bruxelles Isabelle Fernande Ghislaine Guillemette Élisabeth de l'Arbre de Malander (1949), d'où trois fils ;
- le prince Nikolaus Ferdinand Maria Joseph Raphaël (né à Zurich le 24 octobre 1947), épouse le 20 mars 1982 à Luxembourg la princesse Margaretha de Luxembourg, dont quatre enfants ;
- la princesse Norberta (Nora) Elisabeth Maria Assunta Josephine Georgina et Omnes Sancti (née à Zurich le 31 octobre 1950), épouse à Vaduz le 11 juin 1988 Vicente Sartorius y Cabeza de Vaca, marquis de Mariño (1931-2002), dont une fille ;
- le prince Franz Josef Wenzel Georg Maria (né à Zurich le 19 novembre 1962 et mort à Vaduz le 28 février 1991), célibataire.

### Mort et funérailles

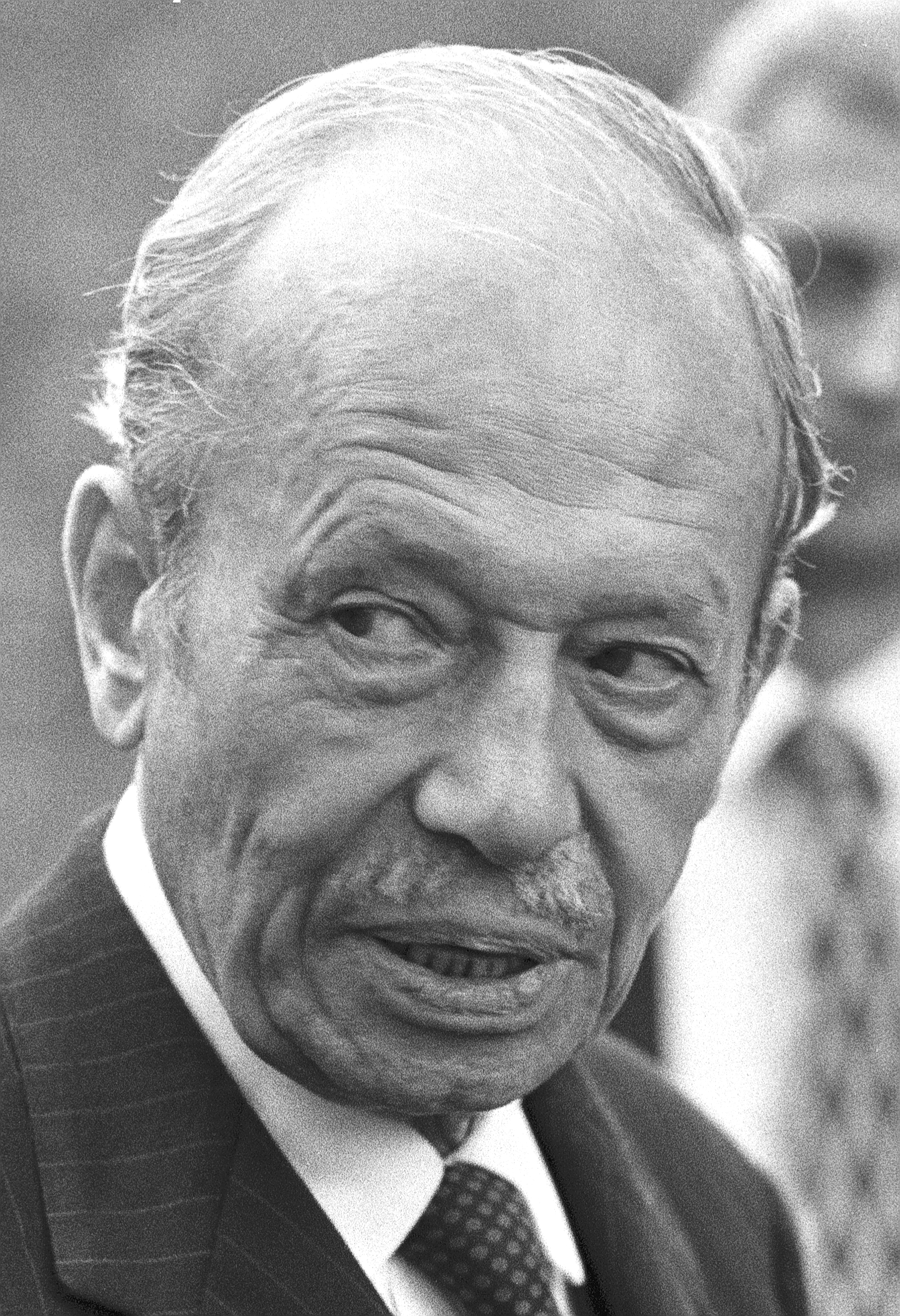
Franz Joseph II en 1988.

Le 13 novembre 1989, moins d'un mois après son épouse, François-Joseph II meurt d'un infarctus à l'hôpital de Grabs. Le 23 novembre, François-Joseph est inhumé dans la cathédrale Saint-Florin de Vaduz. Assistent aux funérailles sa famille et nombre de représentants du Gotha, notamment la reine Sophie d'Espagne, Diana princesse de Galles, et Albert, prince héréditaire de Monaco.

## Ascendance
Source : Jiri Louda et Michael MacLagan, Les Dynasties d'Europe, Bordas, 1995  (ISBN 2-04-027115-5), p. 111.
|  |                                               |  |  |  |  |  |  |  |  |  |  |  |  |
|  | 8. Franz Joachim de Liechtenstein             |  |  |  |  |  |  |  |  |  |  |  |  |
|  |                                               |  |  |  |  |  |  |  |  |  |  |  |  |
|  |                                               |  |  |  |  |  |  |  |  |  |  |  |  |
|  | 4. Alfred de Liechtenstein                    |  |  |  |  |  |  |  |  |  |  |  |  |
|  |                                               |  |  |  |  |  |  |  |  |  |  |  |  |
|  |                                               |  |  |  |  |  |  |  |  |  |  |  |  |
|  | 9. Ewa Józefina Potocka                       |  |  |  |  |  |  |  |  |  |  |  |  |
|  |                                               |  |  |  |  |  |  |  |  |  |  |  |  |
|  |                                               |  |  |  |  |  |  |  |  |  |  |  |  |
|  | 2. Aloïs de Liechtenstein                     |  |  |  |  |  |  |  |  |  |  |  |  |
|  |                                               |  |  |  |  |  |  |  |  |  |  |  |  |
|  |                                               |  |  |  |  |  |  |  |  |  |  |  |  |
|  | 10. Aloïs II de Liechtenstein                 |  |  |  |  |  |  |  |  |  |  |  |  |
|  |                                               |  |  |  |  |  |  |  |  |  |  |  |  |
|  |                                               |  |  |  |  |  |  |  |  |  |  |  |  |
|  | 5. Henriette de Liechtenstein                 |  |  |  |  |  |  |  |  |  |  |  |  |
|  |                                               |  |  |  |  |  |  |  |  |  |  |  |  |
|  |                                               |  |  |  |  |  |  |  |  |  |  |  |  |
|  | 11. Franziska Kinsky von Wchinitz und Tettau  |  |  |  |  |  |  |  |  |  |  |  |  |
|  |                                               |  |  |  |  |  |  |  |  |  |  |  |  |
|  |                                               |  |  |  |  |  |  |  |  |  |  |  |  |
|  | 1. François-Joseph II de Liechtenstein        |  |  |  |  |  |  |  |  |  |  |  |  |
|  |                                               |  |  |  |  |  |  |  |  |  |  |  |  |
|  |                                               |  |  |  |  |  |  |  |  |  |  |  |  |
|  | 12. François-Charles d'Autriche               |  |  |  |  |  |  |  |  |  |  |  |  |
|  |                                               |  |  |  |  |  |  |  |  |  |  |  |  |
|  |                                               |  |  |  |  |  |  |  |  |  |  |  |  |
|  | 6. Charles-Louis d'Autriche                   |  |  |  |  |  |  |  |  |  |  |  |  |
|  |                                               |  |  |  |  |  |  |  |  |  |  |  |  |
|  |                                               |  |  |  |  |  |  |  |  |  |  |  |  |
|  | 13. Sophie de Bavière                         |  |  |  |  |  |  |  |  |  |  |  |  |
|  |                                               |  |  |  |  |  |  |  |  |  |  |  |  |
|  |                                               |  |  |  |  |  |  |  |  |  |  |  |  |
|  | 3. Élisabeth de Habsbourg-Lorraine            |  |  |  |  |  |  |  |  |  |  |  |  |
|  |                                               |  |  |  |  |  |  |  |  |  |  |  |  |
|  |                                               |  |  |  |  |  |  |  |  |  |  |  |  |
|  | 14. Michel Ier de Portugal                    |  |  |  |  |  |  |  |  |  |  |  |  |
|  |                                               |  |  |  |  |  |  |  |  |  |  |  |  |
|  |                                               |  |  |  |  |  |  |  |  |  |  |  |  |
|  | 7. Marie-Thérèse de Bragance                  |  |  |  |  |  |  |  |  |  |  |  |  |
|  |                                               |  |  |  |  |  |  |  |  |  |  |  |  |
|  |                                               |  |  |  |  |  |  |  |  |  |  |  |  |
|  | 15. Adélaïde de Löwenstein-Wertheim-Rosenberg |  |  |  |  |  |  |  |  |  |  |  |  |
|  |                                               |  |  |  |  |  |  |  |  |  |  |  |  |
|  |                                               |  |  |  |  |  |  |  |  |  |  |  |  |

## Honneurs
François-Joseph II est :
- Grand-maître de l'ordre du Mérite (Liechtenstein).
- 1227e Chevalier de l'ordre de la Toison d'or d'Autriche (1948).
- Grande étoile de l'ordre du Mérite (Autriche).
- Grand-croix de l'ordre du Sauveur (Grèce).
- Médaille de la Célébration du 2 500e anniversaire de la fondation de l'empire perse.
- Chevalier grand-croix avec collier de l'ordre équestre du Saint-Sépulcre de Jérusalem.
- Chevalier grand-croix de l'ordre de Pie IX.

## Titulature
- 16 août 1906 - 11 février 1929 : Son Altesse Sérénissime le prince François-Joseph de Liechtenstein, comte de Rietberg ;
- 11 février 1929 - 25 juillet 1938 : Son Altesse Sérénissime le prince héréditaire de Liechtenstein, comte de Rietberg ;
- 25 juillet 1938 - 13 novembre 1989 : Son Altesse Sérénissime le prince souverain de Liechtenstein, duc de Troppau et de Jägerndorf, comte de Rietberg.